# Kader Yacine Barry
Pour les articles homonymes, voir Barry.
Ne doit pas être confondu avec Yacine Barry.
Kader yacine Barry est un guinéen, homme politique et nouveau ministre de l'enseignement supérieur et de la recherche scientifique en remplacement du ministre démissionnaire Abdoulaye Yéro Baldé,,.

## Biographie

### Parcours professionnel
Kader Yacine est ministre conseiller spécial du Premier ministre Ibrahima Kassory Fofana, puis elle est nommée par décret le 28 février 2020 comme Ministre de l'Enseignement supérieur et de la Recherche scientifique.